# 錫達韋爾 (新墨西哥州)
錫達韋爾（英語：Cedarvale）是位於美國新墨西哥州托蘭斯縣的非建制地區。

## 歷史
錫達韋爾的郵局自1908年營運至今。

## 地理
錫達韋爾所處的海拔為高於海平面1946米（即6384英呎），而該地所採用的時區為UTC-7，即北美山地时区（MST）。同時該地設有夏令時間，為UTC-7調快一小時，即UTC-6（MDT）。